# Newtònia comuna
La newtònia comuna (Newtonia brunneicauda) és un ocell de la família dels vàngids (Vangidae).

## Hàbitat i distribució
Habita boscos, manglars, arbusts i semidesert de les terres baixes i muntanyes de Madagascar.